# Sol dos Alpes

Sol dos Alpes

O Sol dos Alpes ( italiano Sole delle Alpi ) é um ornamento redondo composto por seis pétalas rodeadas por um anel que toca as pontas externas das pétalas que geralmente tem uma espessura semelhante à largura das pétalas. Desde a década de 1990, uma versão de cor verde é usada como símbolo político pelos separatistas da parte norte da Itália (ver nacionalismo padaniano ), que popularizaram esse nome porque essa região está localizada ao sul dos Alpes. Assemelha-se a um padrão frequentemente encontrado nessa área em edifícios.